# Epukiro

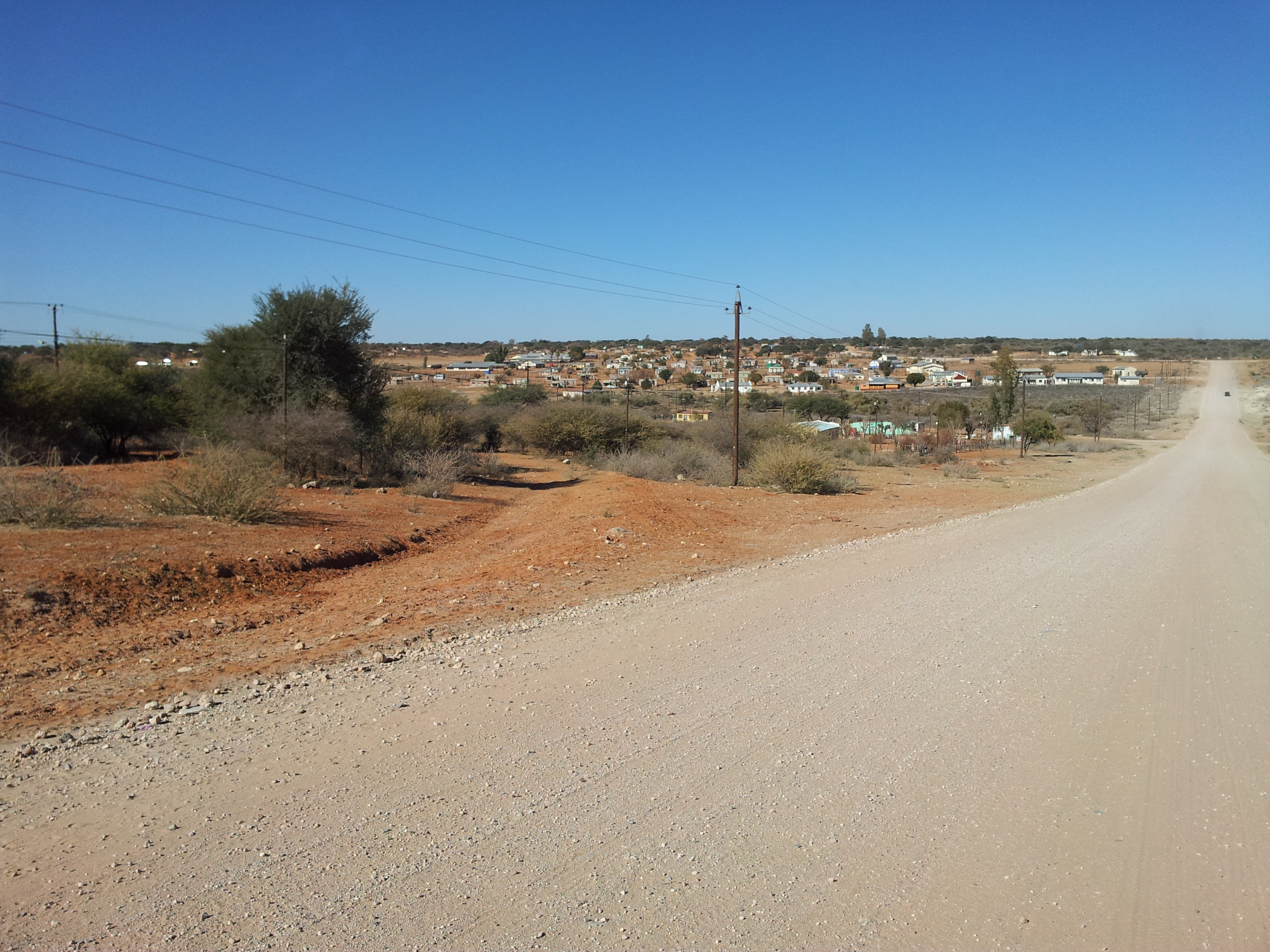
Epukiro

Militärstation Epukiro (1905)

Epukiro  ist eine Ansiedlung und Verwaltungssitz des gleichnamigen Wahlkreises in der Region Omaheke im Osten von Namibia. Sie liegt etwa 93 Kilometer nördlich der Regionalhauptstadt Gobabis am Rande der Kalahari.
1997 wurde die Einwohnerzahl der Streusiedlung auf 3200 Personen, vor allem Tswana, geschätzt.
Epukiro verfügt über Schulen und einen Sportplatz.

## Geschichte
Epukiro wurde 1902 als katholische Mission gegründet, die die gleichnamige 30.000 Hektar große Farm erwarb. Namensgebend für die Farm war das gleichnamige Rivier. 1904 eröffneten die Oblaten der Unbefleckten Jungfrau Maria die Missionsstation. Sie wurde nur ein Jahr später im Rahmen des Völkermordes an den Herero und Nama zerstört. 1905 wurde in Epukiro ein Postamt eröffnet.
Bis in die 1970er Jahre bestand das Herero-Reservat Epukiro, das von der südafrikanischen Verwaltung gegründet wurde.